# Bedmar y Garcíez
Bedmar y Garcíez er en kommune i det sydlige Spanien i provinsen Jaén. Den har et indbyggertal på 2.571 (2024) indbyggere.